# Sanda Toma (evezős)
Sanda Toma (Ștefănești, 1956. február 24. –) olimpiai és világbajnok román evezős.

## Pályafutása
Az 1980-as moszkvai olimpián egypárevezősben aranyérmet nyert. 1979-ben és 1981-ben ugyan ebben a versenyszámban világbajnok lett.

## Sikerei, díjai
- Olimpiai játékok – egypárevezős
  - aranyérmes: 1980, Moszkva
- Világbajnokság
  - aranyérmes (2): 1979, 1981